# Pardies
Pardies – miejscowość i gmina we Francji, w regionie Nowa Akwitania, w departamencie Pireneje Atlantyckie.
Według danych na rok 1990 gminę zamieszkiwało 1029 osób, a gęstość zaludnienia wynosiła 177 osób/km² (wśród 2290 gmin Akwitanii Pardies plasuje się na 418. miejscu pod względem liczby ludności, natomiast pod względem powierzchni na miejscu 1372.).